# دانيال بواتينغ
دانيال بواتينغ (بالإنجليزية: Daniel Boateng) مواليد 2 سبتمبر 1992 في إنجلترا، هو لاعب كرة قدم بريطاني. يلعب كمدافع.

## المسيرة الاحترافية

### أندية لعب لها
- نادي آرسنال

## روابط خارجية
- دانيال بواتينغ على موقع قاعدة بيانات كرة القدم.إي يو (الإنجليزية)
- دانيال بواتينغ على موقع Soccerbase.com (لاعب) (الإنجليزية)
- دانيال بواتينغ على موقع Soccerway.com (الإنجليزية)
- دانيال بواتينغ على موقع AS.com (الإسبانية)